# Kahraman
Kahraman (с тур. — «Герой») — четвёртый студийный и первый туркоязычный альбом бельгийско-турецкой R&B/поп-певицы Хадисе, вышедший в 2009 году. В альбом среди прочих композиций вошла песня «Düm Tek Tek», с которой Хадисе представляла Турцию на конкурсе песни Евровидение 2009.

## Информация об альбоме
Kahraman был выпущен в Турции 26 июня 2009 фирмой грамзаписи Pasaj Müzik.
Все песни альбома, за исключением англоязычных композиций «Düm Tek Tek», «Double Life» и «Supernatural Love», исполнены на турецком языке.

## Синглы
Премьера песни «Düm Tek Tek» состоялась 1 января 2009 в эфире новогоднего шоу Турецкой телерадиокомпании. 9 апреля фирма Pasaj Müzik выпустила в Турции одноимённый мини-альбом, в который, помимо заглавной песни, также вошли ещё четыре композиции.
Сингл «Evlenmeliyiz» (с тур. — «Нам нужно пожениться») был издан 6 июля 2009 исключительно для турецкого рынка и достиг 6-го места в национальном хит-параде.

## Коммерческий успех
В Турции продажи Kahraman составили 20 тысяч копий, что в итоге позволило альбому занять 31-е место в списке 50 самых продаваемых турецких альбомов первого полугодия 2009 года.

## Список композиций
| №   | Название                 | Длительность |
| --- | ------------------------ | ------------ |
| 1.  | «Baksana»                | 3:21         |
| 2.  | «Evlenmeliyiz»           | 3:11         |
| 3.  | «Sıradan1»               | 3:40         |
| 4.  | «Kahraman2»              | 3:36         |
| 5.  | «Adın Ne?»               | 3:27         |
| 6.  | «Biraz Sabret»           | 3:48         |
| 7.  | «Düm Tek Tek»            | 3:03         |
| 8.  | «Double Life»            | 3:23         |
| 9.  | «Supernatural Love»      | 3:42         |
| 10. | «Baksana (R&B Version)»  | 3:23         |
| 11. | «Düm Tek Tek (Akustik)»  | 3:03         |
| 12. | «Düm Tek Tek (Club Mix)» | 4:06         |
| 13. | «Kahraman (Akustik)»     | 4:58         |

1. Турецкая версия песни «On Top» из англоязычного альбома Fast Life (2009).

2. Турецкая версия песни «Hero» из альбома Fast Life.